# Cladonia ochrochlora
Cladonia ochrochlora är en lavart som beskrevs av Flörke. Cladonia ochrochlora ingår i släktet Cladonia och familjen Cladoniaceae.  Arten är reproducerande i Sverige. Inga underarter finns listade i Catalogue of Life.